# Roland de Marcé
Pour les articles homonymes, voir Marcé (homonymie).
Roland de Marcé ou Rolland de Marcé est un dramaturge français.

## Biographie
On ignore tout de sa vie, sinon qu'il est « Escuyer Conseiller du Roy, lieutenant general en la Seneschaussée, siege & resort de Baugé », comme l'indique la page de titre de sa tragédie, Achab, publiée en 1601 chez François Huby. Sur la page de titre, le prénom de l'auteur est orthographié « Rolland ».
La pièce est dédiée à « Monsieur Forget, conseiller du roi en ses conseils d’État et privé, président en cour du parlement à Paris ».

## Œuvre
- Achab, tragédie, Paris, François Huby, 1601, in-8 : tragédie en cinq actes en vers. Elle a été représentée à l'Hôtel de Bourgogne[2].

le sujet est la mort d'Achab meurtrier de Nabot (Naboth)."Sans que tous voz faulx dieux vous puissent secourir / Contre ce dur arrest, car il vous fault mourir." (II, v. 639-640)
- ARGUMENT : "Achab l’un des plus meschans Roys que ait porté Couronne en Israel estant admonesté par le prophete Elye que s’il ne vouloit amender sa vie, l’arrest de mort estoit prest à signer contre luy au conseil estroict de la divine majesté, se repent et pleure son peché : Mais la Royne Jezabel sa femme idolatre, et la plus abbominable de toutes les femmes le trouvant en cest estat luy oste tellement la crainte de Dieu de devant les yeux, qu’il s’adonne de plus belle à toutte impieté, au moyen dequoy abandonné de la grace divine, il delibere faire la guerre à Benadab Roy d’Assirie contre l’advis du Prophete Michée et prest de donner la bataille à un Archer du contraire part y pensant tirer en vain le prend au deffault du cuirasse et le blesse à mort, ce que sçachant l’ennemy au lieu de passer oultre, s’il permet à l’armée sans chef se retirer et remporter le corps de son seigneur dans son char : lequel tout rouge du sang Royal est lavé au mesme endroit où Nabot avoit esté lapidé pour accorder les deux Propheties d’Elie et de Michée, lesquels auparavant l’evenement sembloyent se contrarier."

## Études
- André Blanc, « Les Chœurs dans la tragédie religieuse de la première moitié du XVIIe siècle », Dix-septième siècle, n° 248, 2010, p. 192-208 Lire en ligne.
- Corinne Meyniel, « 1601, Achab de Rolland de Marcé : une oraison funèbre peu flatteuse d’Henri III », p. 303-312 de sa thèse en arts du spectacle De la Cène à la scène : la tragédie biblique en France pendant les guerres de religions, (1550 – 1625), Université de Paris Ouest Nanterre – La Défense, 2010 Lire en ligne